# Liste der Kulturdenkmäler in Oberlascheid
In der Liste der Kulturdenkmäler in Oberlascheid sind alle Kulturdenkmäler der rheinland-pfälzischen Ortsgemeinde Oberlascheid aufgeführt. Grundlage ist die Denkmalliste des Landes Rheinland-Pfalz (Stand: 27. Juni 2022).

## Einzeldenkmäler
| Bezeichnung                          | Lage                                           | Baujahr                    | Beschreibung | Bild                           |
| ------------------------------------ | ---------------------------------------------- | -------------------------- | --- | ------------------------------ |
| Katholische Filialkirche St. Stephan | An der Kirche Lage                             | 18. Jahrhundert            | Saalbau; Schiff und Chor von 1848, eventuell mit älteren Teilen, Turm angeblich aus dem 18. Jahrhundert, wohl älter, eventuell mittelalterlich                                 | weitere Bilder Fotos hochladen |
| Wohnhaus                             | Ortsstraße ohne Nummer Lage                    | Mitte des 18. Jahrhunderts | Breitgiebelhaus, im Kern aus der Mitte des 18. Jahrhunderts, Umbauten bezeichnet 1791 und 1899                                                                                 | weitere Bilder Fotos hochladen |
| Wohnhaus                             | Ortsstraße 9 Lage                              | 1786                       | Flurküchenhaus, bezeichnet 1786, Altenteil und Backhaus eventuell jünger | weitere Bilder Fotos hochladen |
| Wegekreuz                            | Ortsstraße, bei Nr. 10 Lage                    | 1863                       | Sockelkreuz, Schiefer, bezeichnet 1863 | weitere Bilder Fotos hochladen |
| Schulhaus                            | Ortsstraße 14 Lage                             | 1887                       | ehemalige Schule mit Lehrerwohnung, heute Wohnhaus; vierachsiger eingeschossiger Putzbau, 1887, eingeschossiger Putzbau mit Neurenaissance-Motiven, kurz nach 1900, Stallanbau | weitere Bilder Fotos hochladen |
| Wohnhaus                             | Ortsstraße 15 Lage                             | Mitte des 18. Jahrhunderts | ehemaliges Flurküchenhaus, um die oder kurz nach der Mitte des 18. Jahrhunderts                                                                                                | weitere Bilder Fotos hochladen |
| Wegekreuz                            | südlich des Ortes Lage                         | 1840                       | kleines Balkenkreuz, Schiefer, bezeichnet 1840 | weitere Bilder Fotos hochladen |
| Wegekreuz                            | südlich des Ortes an der Gemarkungsgrenze Lage | 1856                       | Sockelkreuz, Schiefer, bezeichnet 1856 | weitere Bilder Fotos hochladen |
| Wegekreuz                            | südwestlich des Ortes am Dürenbach Lage        | 1858                       | Sockelkreuz, Schiefer, bezeichnet 1858 | weitere Bilder Fotos hochladen |